# Otto Jespersen
Otto Jespersen (AFI: [ʌtˢo ˈjɛsb̥ɐsn̩]), nome completo Jens Otto Harry Jespersen (Randers, 16 luglio 1860 – Roskilde, 30 aprile 1943) è stato un linguista e glottoteta danese.
Era specializzato nello studio della grammatica della lingua inglese.

## Biografia
Nacque nel nord del Jutland, e frequentò l'Università di Copenaghen, laureandosi in inglese, francese e latino. In seguito studiò linguistica anche ad Oxford.
Jespersen fu professore d'inglese all'Università di Copenaghen dal 1893 al 1925. Fondò, insieme a Paul Passy, l'International Phonetic Association. Era un sostenitore convinto ed un attivo sviluppatore di lingue artificiali internazionali sul modello dell'esperanto, e per questo motivo fu coinvolto nella delegazione che creò la lingua artificiale Ido e più tardi il Novial, considerato un suo miglioramento.
Jespersen avanzò le sue teorie di Rango e Nexus in danese in due scritti: Sprogets logik (1913) e De to hovedarter af grammatiske forbindelser (1921). Jespersen in questa teoria dei ranghi rimuove le parti di discorso dalla sintassi e distingue tra primarie, secondarie e terziarie; ad esempio, in "frase ben formata", frase è una primaria, che viene definita da una secondaria, formata, che a sua volta è definita dalla terziaria ben. Il termine Nexus viene applicato a frasi, strutture simili alle frasie alle frasi in formazione, nelle quali due concetti sono espressi in una unità; ad esempio, stava piovendo, egli corse a casa. Questo termine è qualificato da un ulteriore concetto chiamato giunzione, il quale rappresenta un'idea, espressa per mezzo di due o più elementi, dove il nexus combina le due idee. Giunzione e nexus si rivelarono preziosi nel portare il concetto di contesto all'attenzione del mondo della linguistica.
Jespersen è noto principalmente per alcuni suoi libri. Il suo Modern English Grammar si concentra su morfologia e sintassi, mentre Growth and Structure of the English Language è una visione complessiva dell'inglese da parte di una persona di lingua madre differente, e viene ancora pubblicato, ad oltre 60 anni dalla sua morte e a quasi un secolo dalla pubblicazione.
Più di una volta Otto Jespersen fu invitato negli Stati Uniti d'America come lettore, e colse l'occasione per studiare il sistema educativo di tale nazione. La sua autobiografia (vedi sotto) venne pubblicata in inglese nel 1995.
Jespersen fu un fautore del fonosemanticismo, che sostenne con queste parole: 

## Opere
- 1905: Growth and Structure of the English Language (ISBN 0-226-39877-3)
- 1909: A Modern English Grammar (in sette volumi; il titolo va inteso come 'A grammar of Modern English') (ISBN 0-06-493318-0)
- 1922: Language: Its Nature, Development, and Origin (ISBN 0-04-400007-3)
- 1924: The Philosophy of Grammar (ISBN 0-226-39881-1)
- 1928:  An International Language, su geocities.com. URL consultato il 24 aprile 2005 (archiviato dall'url originale il 4 giugno 2004). (introduzione al Novial)
- 1930: Novial Lexike  (dizionario del Novial)
- 1938: En sprogmands levned, Copenaghen, Autobiografia di Jespersen
- 1995: A Linguist's Life: traduzione inglese dell'autobiografia di Jespersen... rivista da Arne Juul [et al.]. Odense, 1995. (ISBN 87-7838-132-0)